# Initiative internationale pour la conservation du pernambouc
 (avril 2013).
Si vous disposez d'ouvrages ou d'articles de référence ou si vous connaissez des sites web de qualité traitant du thème abordé ici, merci de compléter l'article en donnant les références utiles à sa vérifiabilité et en les liant à la section « Notes et références ».
L'Initiative internationale pour la conservation du pernambouc (IPCI, International Pernambuco Conservation Initiative) est un regroupement d'archetiers qui a pour objectif de trouver des solutions à la raréfaction du bois de pernambouc. Le commerce de ce bois, qui est le matériau principal des archets de violon est en effet réglementé (dans le cadre de la Convention de Washington).
Le bois de Pernambouc a été classé en annexe II de la Convention de Washington (CITES) en juin 2007, à la demande du Brésil. Ce classement n'est pas une interdiction de commerce. Le classement en annexe II de la CITES est un dispositif du régulation du commerce international concernant une espèce végétale ou animale afin d'éviter que ce commerce ne mette en danger l'espèce. Seul le classement en annexe I constitue une interdiction de commerce. L'IPCI - International Pernambuco Conservation Initiative, finance depuis 2003 un vaste programme d'étude et de replantation du pernambouc, en partenariat avec les ministères de l'Environnement et de l'Agriculture du Brésil. Ce programme - Programa Pau Brasil, seul exemple de contribution d'une profession à la conservation de sa ressource, est considéré comme exemplaire par la CITES.